# Клан Макнотен

Герб вождей клана Макнотен

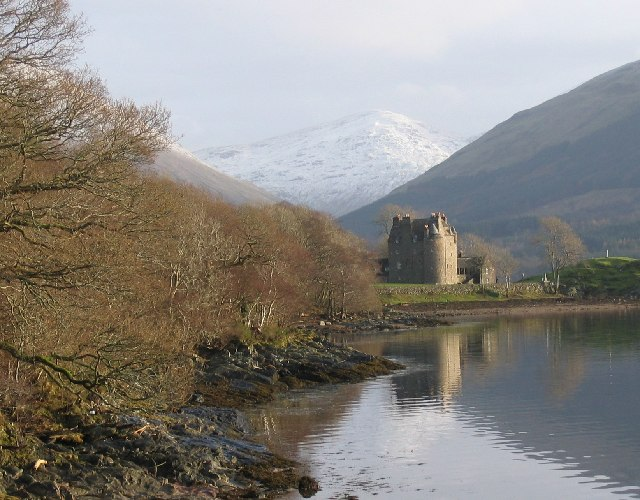
Замок Дандерейв на берегах озера Лох-Файн.

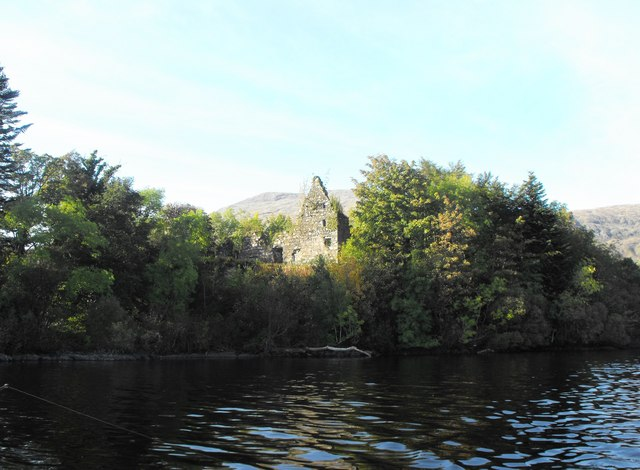
Замок Фраох Эйлен на берегах озера Лох-Эйв. Клан Макнотен владел им с 1297 года.

Клан Макнотен или Макнотон (гэльск. — Clan MacNaghten, MacNachten, MacNaughton) — один из кланов горной Шотландии (Хайленда).
- Девиз клана: На Господа уповаю
- Боевой клич клана: Fraoch Eilean
- Символ клана: цветок азалии
- Историческая резиденция вождей клана: Замок Дандерейв[5]

## История клана Макнотен

### Происхождение
Клан Макнотен является одним из шотландских кланов, которые утверждают, что происходят от мормэров королевства Морей (Мории), которое было расположено в раннем средневековье на севере нынешней Шотландии . Клан утверждает, что он происходит от пиктов — древних аборигенов Шотландии, которые были частично истреблены, частично ассимилированы скоттами. Слово Нектан (Nectan), от которого происходит название клана означает «чистый» — такое имя носило немало королей и вождей пиктов. Неизвестно, слово пиктского происхождения — пиктский язык не дошел до нас. Из исторических документов самое раннее упоминание о клане Макнотен касается трех братьев: Гилкриста (гэльск. — Gilchrist), Ахе (гэльск. — Athe) и Гилберта (гэльск. — Gilbert) . В 1297 году Гилкрист получил грамоту от короля Шотландии Александра III на право быть хранителем замка Брандер, который был стратегически важным замком.

### XIV век — война за независимость Шотландии
Клан Макнотен поселился на берегах озера Лох-Эйв (гэльск. — Loch Awe) под давлением могущественных соседей — клана Кэмпбелл. Во время войны за независимость Шотландии клан Кэмпбелл поддержали Роберта Брюса в его стремлении стать королем Шотландии. Однако против этого выступил клан Макнотен, что был союзником клана Макдугалл, который воевал против Роберта Брюса. Эти кланы воевали против Роберта Брюса и принимали участие в битве на перевале Брандер в 1306 году и в битве при Далриге. Но потом клан Макнотен изменил свою позицию и поддержал Роберта Брюса и принимал участие в битве при Бэннокбёрне на стороне Роберта Брюса. На эту битву клан Макнотен повел барон Макнахтен (возможно, Александр МакНахен). Но клан Макнотен мало получил от короля за это и на берегах озера Лох-Эйв дальше господствовал клан Кэмпбелл.
Второй женой барона и вождя клану Макнотен была Кристина Кэмпбелл. Она стала вдовой в 1361 году и передала треть земель клана Макнотен своему двоюродному брату Колину Кэмпбеллу из Лох-Эйвскому. Сыну Александра — Дункану Макнотену удалось сохранить остальные земли клана. Свою резиденцию он разместил в замке Дандерейв (гэльск. — Dunderave).

### XV—XVI века
В 1478 году потомок Дункана — Александр Макнотен получил грамоту на владение землями от графа Аргайла из клана Кэмпбелл. Его внук, которого тоже звали Александр, был посвящен в рыцари королем Шотландии Яковом IV Стюартом. Александр Макнотен поддержал короля в битве при Флоддене в 1513 году и был одним из немногих, кто остался в живых после этой битвы. Через два года он умер, но он был дважды женат, имел шесть сыновей, старший тоже носил имя Александр. Второй сын назывался Иэн, возможно, он же — Джон Ду, возможно он же Шейн Ду (ирл. — Shane Dhu) — вошел в историю как основатель ирландской ветви клана Макнотен.
Гилберт Макнотен стал вождем клана Макнотен в 1548 году, но он умер, не оставив потомков. Ему унаследовал его младший брат Александр Макнотен. Александр начал восстановление замка Дандерейв, которое было завершено его сыном Иэном в 1596 году.

### XVII век — гражданская война на Британских островах
Вождь клана Макнотен собрал отряды лучников и отправился на поддержку гугенотов во Франции во время осады Ла-Рошели в 1627 году. Вождь клана Макнотен был в большой милости от короля Англии Карла І Стюарта, служил в Тайной Палате, но расходы на военную экспедицию во Францию, а также экстравагантное поведение заставила его заложить свои земли. Александр Макнотен умер в 1630 году и оставил свой замок, наследство и должность вождя брату Макольму Макнотену из Киллерна (гэльск. — Macolm Macnaghten Killearn).
Сын Макольма был роялистом и повел свой клан на битву при Гленкайрне против войск Оливера Кромвеля в 1653 году. После реставрации монархии в 1660 году вождь клана Макнотен был посвящен в рыцари, но под давлением Кэмпбелла, графа Аргайла, он был позже осужден как мятежник. В результате этого все земли были потеряны, а его сын Иэн унаследовал только пустой титул.
Иэн Макнотен присоединился к армии Джона Грэма, 1-го виконта Данди, и принимал участие в битве под Килликранки в 1689 году. В результате этого он был осужден как мятежник и якобит, и все его имущество было конфисковано. Он был вынужден официально передать свои земли (которые ему и так уже не принадлежали) сэру Джеймсу Кэмпбеллу из Эрдкингласа в 1710 году.

### Современная история клана Макнотен
В 1818 году Александр Макнотен был признан вождем клана Макнотен. Он происходил из ирландской ветви клана Макнотен, был потомком Джона Макнотена Шейна Ду. Эдмунд Александр Макнотен скончался в 1832 году, ему наследовал его брат Фрэнсис, который был судьей в Мадрасе и Калькутте (Индия). Фрэнсис Макнотен был выдающимся юристом и стал лордом Апелляционного суда в 1887 году. Его сменил на посту вождя клана его сын Эдвард Макнотен. Два сына Эдварда погибли во время Первой мировой войны. Должность вождя клана получил их дядя Фрэнсис, 8-й баронет Макнотен.

### Вождь клана Макнотен
Нынешним вождем клана Макнотен является сэр Малкольм Макнотен из Макнотена, 12-й баронет из Бушмиллс Хауса.

### Замки клана Макнотен
- Замок Дуб Лох (Замок Темного Озера) (гэльск. — Dubh Loch Castle) — стоял когда-то на берегах Лох-Дуб, на северо-востоке Инверари в Аргайле, но от замка ныне не осталось ничего, даже руин, лишь следы фундамента. Замок оставили жители во время эпидемии чумы[5].
- Замок Дандерейв (гэльск. — Dundarave Castle) — находится у озера Лох-Дул, на восток от Инверари, на северном берегу озера Лох-Файн (гэльск. — Loch Fyne). Реставрирован, имеет в плане L-образную форму, башню и дом. Большая круглая башня датируется 1596 годом. Владельцем замка был Иэн Макнотен. Он женился на младшей дочери Джона Кэмбелла, но после свадьбы он обнаружил, что его обманули — в браке совсем не с той женщиной. Он бежал в Ирландии со своей любимой — младшей дочерью Джеймса Кэмпбелла. Замок перешел в собственность клана Кэмпбелл в 1689 году. Замок был разрушен, восстановлен в 1911 году для семьи Нобл. Линия Макнотен до сих пор живет в Ирландии и владеет замком Дандарейв в Бушмиллсе (графство Антрим, Ирландия)[5].
- Замок Фраох Эйлен (гэльск. — Fraoch Eilean) — на берегах озера Лох-Эйв, на восток от Инверари, в Аргайле. Остров с руинами. Когда там был прочный замок с дворцом, залами и двором. Датируется XII веком, клан владел им более 400 лет. Позже его захватил клан Кэмпбелл[5].
- Замок Крого (гэльск. — Crogo) — находится в десяти милях к северу от города Касл Дуглас в округе Дамфрис-энд-Галловей. От замка остались только следы. Земли и замок были захвачены кланом Гордон[5].
- Замок Килкуханти (гэльск. — Kilquhanty) — тоже на север от Касл Дугласа, остатки замка, у которого был когда-то парк. Замком и землями клан владел в 1360—1680 годах. Потом на месте руин был построен особняк в 1820 году, использовался как школа[5].

## Септы клана
Септы (Septs) и варианты фамилий: Ayson, Bissett, Carkn, Carkns, Easson, Ferguson, Henderson, Hendrie, Hendry, Henerdie, Henerdy, Henrie, Henry, Ivenson, Kendrich, Kendrick, Kenrick, Kinrick, Macair, Macairey, Macairie, Macairy, Macaneir, Macary, Macays, Macbrayn, Macbrayne, Macbreen, Macbrine, Macbrinn, Maccachren, Maccathy, Maccarie, Maccarken, Maccarkin, Maccarrie, Maccarry, Maccary, Maccavic, Maccavik, Macceol, Macclackuon, Maccoal, Maccoel, Maccoll, Maccrachen, Maccrackan, Maccrackans, Maccracken, Maccrackens, Maccrackin, Maccrackins, Maccracktin, Maccracktine, Maccraken, Maccratic, Maccratik, Maccrocken, Maccrocklin, Maceal, Maceel, Macentailyeaour, Maceol, Macfergusse, Macgrachin, Macgrattan, Macgratten, Macgrattin, Macgreachan, Macreachain, Machanvichar, Macharrie, Macharry, Machendrie, Machendry, Machenrie, Machenry, Macimery, Macimmery, Macinerie, Macinery, Macinrye, Macintaylor, Macinterrie, Macinterry, Macintrye, Mackay, Mackendrich, Mackendrick, Mackendricks, Mackenerick, Mackenerie, Mackenery, Mackenrick, Mackeol, Mackindrick, Mackindricks, Mackinrick, Macknatt, Macknaught, Mackneigh, Macknigh, Macknight, Mmacknot, Mackoel, Mackracherne, Macmath, Macmitt, Macnac, Macnachdan, Macnachtan, Macnachtane, Macnachten, Macnachton, Macnack, Macnagen, Macnaghtan, Macnaghten, Macnaghtin, Macnaight, Macnair, Macnairy, Macnamell, Macnammill, Macnaire, Macnari, Macnary, Macnatt, Macnattie, Macnatton, Macnatty, Macnaucht, Macnauchtan, Macnauchten, Macnaughton, Macnaugh, Macnaught, Macnaughtan, Macnaughten, Macnaughton, Macnauton, Macnayer, Macnayghton, Macnayr, Macnayre, Macneair, Macneid, Macneight, Macneir, Macneit, Macnerie, Macnery, Macnet, Macnete, Macneit, Macnette, Macnetten, Macneiton, Macneur, Macnevens, Macnevin, Macnevins, Macnicol, Macnight, Macnitt, Macnivan, Macnivans, Macniven, Macnorton, Macnott, Macnought, Macnoughtan, Macnoughton, Macnoyer, Macnuir, Macnut, Macnutt, Macnuyer, Macportland, Macquacker, Macquaig, Macquake, Macquaker, Macquiag, Macrac, Macrach, Macrachen, Macrack, Macracken, Macrackin, Macragan, Macraggan, Macreachan, Macreachin, Macreachtan, Macruck, Macrucke, Macvicar, Macvickar, Macvickars, Macvicker, Macvickers, Macvig, Macvige, Macvrine, Macvryne, Macwaughton, Macyole, Macyoll, Manaugh, Mannice, Mannis, Mannise, Nachtan, Nachten, Nactan, Nachten, Naghton, Natton, Naughten, Naughtie, Naughton, Naughty, Nechtan, Nechten, Nectan, Necten, Nevens, Nevin, Nevins, Nevinson, Nevison, Niven, Nivens, Nivenson, Nivison, Nought, Nucater, Nucator, Nutt, Porter, Sunnelach, Sunnelack, Weir.